# マイク・ウィル・メイド・イット
マイク・ウィル・メイド・イット（Mike Will Made It、本名: Michael Len Williams II、1989年3月23日 - ）は、アメリカ合衆国ジョージア州アトランタ出身の音楽プロデューサー、ソングライター、DJ。正式な表記はMike WiLL Made-Itで、Mike WiLLの愛称で親しまれている。レコードレーベルのEar Drummer Recordsを主宰する。
2005年の活動開始以降、ヒップホップやR&B・Popのジャンルで楽曲プロデュースを務め、メインストリームで成功を収めている。世界的にヒットした楽曲にはBeyoncéの「Formation」、Kendrick Lamarの「Humble」、Rae Sremmurdの「Black Beatles」、Miley Cyrusの「We Can't Stop」などがある。

## ディスコグラフィ
スタジオ・アルバム
- Ransom 2 (2017年)
- Edgewood (with Trouble) (2018年)

## プロデュース作品
以下は主な作品の抜粋
- GOOD Music「Mercy」（2012年）
- 2 Chainz「No Lie」（2012年）
- Juicy J「Bandz A Make Her Dance」（2012年）
- Rihanna「Pour It Up」（2013年）
- Lil Wayne「Love Me」（2013年）
- Ciara「Body Party」（2013年）
- Miley Cyrus『Bangerz』「We Can't Stop」（2013年）
- Mike WiLL Made It「23」（2013年）
- Future「Move That Dope」（2014年）
- Rae Sremmurd『SremmLife』「No Flex Zone!」「No Type」「Throw Sum Mo」（2014年）
- Beyoncé「Formation」（2016年）
- Rae Sremmurd「Black Beatles」（2016年）
- Kendrick Lamar「Humble」「DNA」（2017年）
- Rae Sremmurd『SR3MM』「Powerglide」（2018年）